# 阿斯普倫德狸藻
阿斯普倫德狸藻（學名：Utricularia asplundii）為狸藻屬小型至中型陸生或附生的多年生食虫植物。其种加词“asplundii”来源于瑞典植物采集者阿斯普伦德（Asplund）。阿斯普倫德狸藻为南美洲西部特有種，存在于哥倫比亞共和國、厄瓜多及委内瑞拉。1975年，彼得·泰勒对其进行了最初的描述。1964年，阿爾瓦羅·費爾南德斯-佩雷斯（Alvaro Fernández-Pérez）引述了产自哥倫比亞的詹森狸藻（U. jamesoniana）標本，但其中部分为阿斯普倫德狸藻。在委内瑞拉奥扬特普伊山（Auyantepui），阿斯普倫德狸藻生长于近乎垂直的岩壁表面的苔藓中，海拔分布范围为1000米至2000米。相对于其他高地狸藻，阿斯普伦德狸藻喜欢更温暖的环境，夜间约20℃，日间约30℃。

## 形态特征
阿斯普倫德狸藻的花序轴长20至30厘米，最多可具9朵花。花白色，边缘为淡紫色，开花后逐渐褪色。喉凸具两条黄色的纵向条纹。上萼片长约1.5厘米，宽约1厘米，宽椭圆形，末端圆。花冠上唇长约1.5厘米，接近喉凸处宽约0.5厘米，3片裂片最宽处宽约1.5厘米。下唇的3片裂片近相等，呈叉状。距长于下唇，长约2厘米。距中部具一个黄色斑点。

## 相关物种
阿斯普倫德狸藻与同组的恩德雷斯狸藻（U. endresii）的区别在于，恩德雷斯狸藻在夏季休眠时，其叶片会完全枯萎只剩下块茎。同时，其花朵为黄色，喉凸双凸起。此外，阿斯普倫德狸藻的叶片最长仅为12厘米，叶片数量较多，而恩德雷斯狸藻可达20厘米，仅3至5片叶。
阿斯普倫德狸藻与詹姆森狸藻（U. jamesoniana）之间存在着密切的近缘关系。彼得·泰勒将这两者区别为两个物种基于其距长度的不同。詹姆森狸藻的距明显长于花冠下唇。

## 种植方法
阿斯普倫德狸藻的种植较为困难，需顺应其生长周期以提供适宜的条件。克里斯托弗·A·贝朗格（Christoph A. Belanger）经过多年种植阿斯普倫德狸藻后发现，其在北半球的生长周期约始于十月底至十一月初，此时植株发出大量新叶与花芽。一月为盛花期。其生长期一直延续至五月至六月，因温度升高而休眠。因此，在炎热的夏季需保持栽培基质的相对干燥，只有当基质完全干燥后才可浇水，否则植株易腐烂死亡。

## 外部連結
- 食虫植物照片搜寻引擎中阿斯普倫德狸藻的照片 （页面存档备份，存于）

 维基共享资源上的相關多媒體資源：阿斯普倫德狸藻
 維基物種上的相關：阿斯普倫德狸藻